# Xylobanellus
Xylobanellus är ett släkte av skalbaggar som beskrevs av Richard Kleine 1930. Xylobanellus ingår i familjen rödvingebaggar.
Släktet innehåller bara arten Xylobanellus erythropterus.

## Bildgalleri

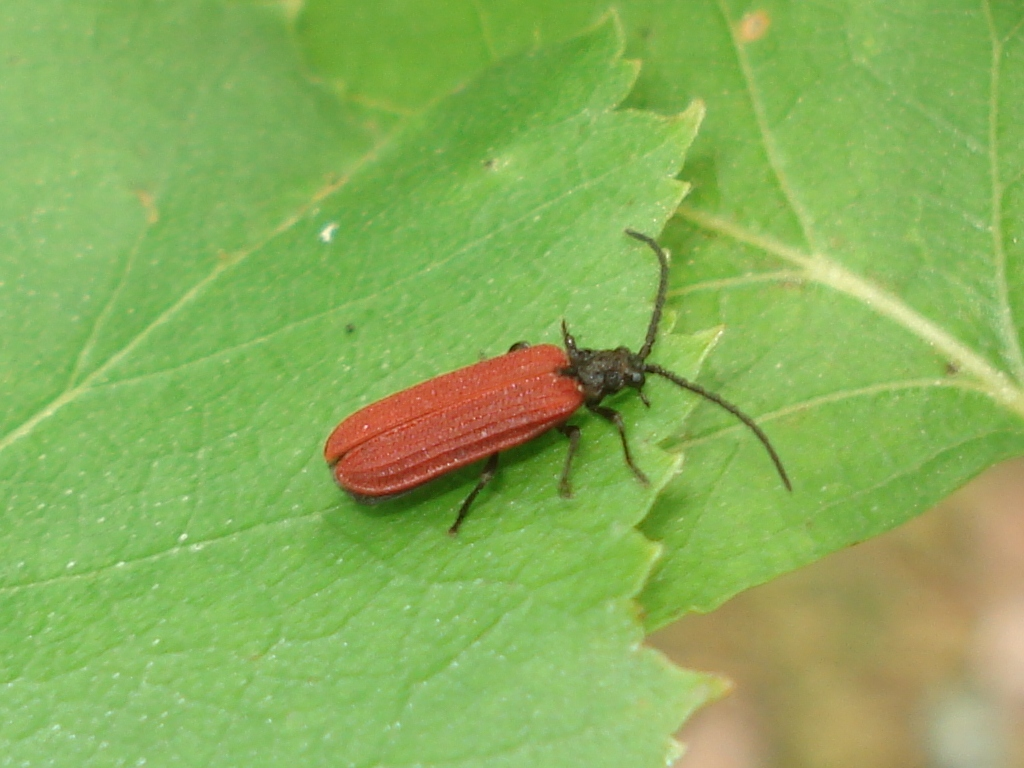